# Arșița, Storojineț
Arșița (în ucraineană Аршиця, transliterat: Arșîțea; în poloneză Arszyca) este un sat în raionul Storojineț din regiunea Cernăuți (Ucraina), depinzând administrativ de comuna Pătrăuții de Jos. Are 873 locuitori, preponderent români.
Satul este situat în partea de sud a raionului Storojineț.

## Istorie
Localitatea Arșița a făcut parte încă de la înființare din regiunea istorică Bucovina a Principatului Moldovei.
După anexarea Bucovinei de către Imperiul Habsburgic în anul 1775, localitatea Arșița a făcut parte din Ducatul Bucovinei, guvernat de către austrieci. După Unirea Bucovinei cu România la 28 noiembrie 1918, satul Arșița a făcut parte din componența României, în Plasa Flondoreni a județului Storojineț.
Ca urmare a Pactului Ribbentrop-Molotov (1939), Bucovina de Nord a fost anexată de către URSS la 28 iunie 1940, reintrând în componența României în perioada 1941-1944. Bucovina de Nord a fost reocupată de către URSS în anul 1944 și integrată în componența RSS Ucrainene.
Începând din anul 1991, cătunul Arșița face parte din satul Pătrăuții de Jos raionul Storojineț al regiunii Cernăuți din cadrul Ucrainei independente. Conform recensământului din 1989, numărul locuitorilor care s-au declarat români plus moldoveni era de 566 (550+16), adică 68,68% din populația localității. În cătun, mai locuiau 238 poloni, 19 ucraineni și 1 de altă etnie . În prezent, cătunul are 873 locuitori, preponderent români.

## Demografie
Componența lingvistică a localității Arșița
     Română (69,76%)
     Polonă (25,2%)
     Ucraineană (4,01%)
     Alte limbi (1,03%)
Conform recensământului din 2001, majoritatea populației localității Arșița era vorbitoare de română (69,76%), existând în minoritate și vorbitori de polonă (25,2%) și ucraineană (4,01%).
1989: 824 (recensământ)
2001: 873 (recensământ)